# Canadian Vickers Vancouver
Canadian Vickers Vancouver byl kanadský
transportní a námořní průzkumný létající člun vyráběný v 30. letech 20. století společností Canadian Vickers. Jednalo se o dvoumotorový dvouplošník s křídly o shodném rozpětí. Trup byl celokovové konstrukce a další části byly vyrobeny ze dřeva potaženého plátnem. 

## Vznik a vývoj
Vancouver vznikl jako náhrada typu Varuna pro Royal Canadian Air Force, které požadovalo létající člun pro přepravu mužstva a vybavení pro hašení lesních požárů. Od Varuny se odlišoval trupem vyrobeným z duraluminu a použitím výkonnějších motorů. Stanoviště letecké osádky byla v otevřených tandemových kokpitech před křídlem, kabina pojala šestičlenné hasičské družstvo a jeho vybavení. Royal Canadian Air Force převzalo pět kusů, jeden byl později upraven na pobřežní hlídkový.

## Operační historie
Po vypuknutí druhé světové války stroje Vancouver sloužily u 4. peruti RCAF na hydroplánové základně Jericho Beach Air Station, ale již v roce 1940 z ní byly staženy a po krátkém období používání jako cvičné byly ještě téhož roku zcela vyřazeny ze služby a sešrotovány. Žádosti civilního zájemce o odkoupení jednoho kusu nebylo vyhověno.

## Varianty
Údaje dle:
Vancouver I
Jeden prototyp s motorem Armstrong Siddeley Lynx IV.
Vancouver II
Pět sériových transportních strojů s motory Armstrong Siddeley Lynx IVC.
Vancouver IIS/S
Jeden přestavěný stroj s motory Armstrong Siddeley Serval IV
Vancouver IIS/W
Ozbrojený pobřežní průzkumný stroj s motory Wright Whirlwind vzniklý přestavbou z verze Vancouver II.

## Uživatelé
- Kanada
  - Royal Canadian Air Force

## Specifikace (Vancouver IIS/W)
Údaje dle

### Technické údaje
- Osádka: 9
- Délka: 11,43 m (37 stop a 6 palců)
- Rozpětí křídel: 16,76 m (55 stop)
- Výška: 4,75 m (18 stop a 7 palců)
- Nosná plocha: 71,7 m² (772 čtverečních stop)
- Profil křídla: Clark Y
- Prázdná hmotnost: 2 340 kg (5 159 lb)
- Vzletová hmotnost: 3 450 kg (7 606 lb)
- Pohonná jednotka: 2 × vzduchem chlazený hvězdicový devítiválec Wright Whirlwind J6 pohánějící dvoulisté nestavitelné kovové vrtule
- Výkon pohonné jednotky: 300 hp (220 kW) každý

### Výkony
- Maximální rychlost: 151 km/h (82 uzlů, 94 mph)
- Cestovní rychlost: 138 km/h (75 uzlů, 86 mph)
- Vzletová rychlost: 72 km/h (39 uzlů, 45 mph)
- Praktický dostup: 4 600 m (15 000 stop)
- Stoupavost: 2,87 m/s (565 stop/min)
- Vytrvalost: 4 hod a 30 min[4]

### Výzbroj
- 3 × pohyblivý kulomet Lewis ráže 7,7 mm
- 450 kg (1 000 lb) pum